# Rivolte dei Desmond
Le Rivolte dei Desmond ebbero luogo una prima volta nel periodo 1569-1573 e successivamente nel 1579-1583 nel Munster nell'Irlanda meridionale. Esse furono delle rivolte promosse dalla dinastia del Conte di Desmond (la dinastia dei Fitzgerald o Geraldine) e dei loro alleati contro il tentativo del governo inglese della regina Elisabetta I d'Inghilterra di estendere il suo controllo sulla provincia del Munster. Le rivolte furono promosse principalmente per difendere l'indipendenza dei signori feudali dall'ingerenza del monarca, ma assunsero una connotazione religiosa all'interno del conflitto tra la Chiesa Cattolica Romana e i Protestanti. L'esito delle rivolte furono la distruzione della dinastia dei Desmond e la successiva colonizzazione del Munster da parte di coloni inglesi di fede protestante.

## I motivi della rivolta
Il sud dell'Irlanda (le province del Munster e del Leinster) erano dominate, e lo erano state per due secoli, dalla famiglia appartenente agli Old English dei Butler del Conte di Ormonde e dai Fitzgerald di Desmond, i quali avevano dato vita ad un piccolo principato feudale. Entrambe le casate possedevano i loro eserciti privati e imponevano la loro legge, un misto di legislazione irlandese ed inglese, ed erano del tutto indipendenti dal governo inglese dell'Irlanda con sede a Dublino. Per questo motivo, a partire dal 1530, le successive amministrazioni inglesi in Irlanda tentarono di espandere il controllo inglese su tutta l'Irlanda. Dal 1560, la loro attenzione si rivolse al sud dell'Irlanda e Henry Sidney, in qualità di Lord Deputy of Ireland, venne incaricato di affermare l'autorità del governo inglese  sulle signorie locali. La sua risposta fu l'istituzione delle "lord presidencies"— ovvero dei governatorati militari provinciali che avrebbero dovuto prendere il posto dei signori locali nel loro ruolo di capi militari e di amministratori della giustizia.
Le dinastie locali videro in questa nuova istituzione una intrusione nella loro sfera d'influenza, e una ingerenza nella loro abitudine di risolvere tra loro le contese per mezzo della forza.
Quando i Butler ed i Fitzgerald si scontrarono ad Affane nel Waterford nel 1565, ciò apparve come un segno di disprezzo nei confronti del nuovo corso politico di Elisabetta I. La regina richiamò i due capifamiglia di entrambe le casate a Londra affinché le rendessero conto delle loro azioni. Il trattamento delle due dinastie non fu equanime. Thomas Butler, Terzo Conte di Ormonde — cugino della regina — fu perdonato, mentre sia Gerald FitzGerald, quindicesimo Conte di Desmond che suo fratello, John di Desmond, ampiamente considerati come capi militari dei FitzGerald, vennero arrestati nel 1568 e imprigionati nella Torre di Londra su richiesta dell'Ormonde.
La loro prigionia decapitò la naturale leadership dei Geraldine del Munster e lasciò la Contea di Desmond nelle mani di un uomo d'armi, James Fitzmaurice Fitzgerald, il capitano dell'esercito dei Desmond. Fitzmaurice aveva interesse ad opporsi alla demilitarizzazione del Munster nel nuovo ordine voluto dalla regina Elisabetta I, poiché prevedeva l'abolizione degli eserciti privati dei signori irlandesi. Un fattore che giocò in suo favore fu la prospettiva delle confische territoriali, ventilata e voluta da Sidney e dall'avventuriero inglese Peter Carew. Questa nuova minaccia assicurò al Fitzmaurice l'appoggio di importanti clan, quali i MacCarthy Mor, gli O'Sullivan Beare e gli O'Keefe e dei due rappresentanti più eminenti del clan Butler – fratelli del Conte. Lo stesso Fitzmaurice aveva perduto i suoi possedimenti di Kerricurrihy nella Contea di Cork, che erano stati assegnati a dei coloni inglesi. Egli era oltretutto un fervente cattolico, influenzato dalle istanze della Controriforma, ciò gli fece considerare i governatori della Protestante Elisabetta come dei nemici. Al fine di scoraggiare Sidney dal procedere con le sue riforme e di ristabilire la supremazia dei Desmond sui Butler, pianificò una rivolta sia contro la presenza inglese nel sud che contro il Conte di Ormonde. Fitzmaurice aveva però degli obiettivi ben più ambiziosi che il ristabilire la supremazia dei Fitzgerald nel regno d'Irlanda. Prima dello scoppio della rivolta, infatti, inviò segretamente Maurice MacGibbon, Arcivescovo cattolico di Cashel a cercare il sostegno militare di Filippo II di Spagna.

## La prima rivolta dei Desmond
Fitzmaurice iniziò la rivolta attaccando la colonia Inglese di Kerrycurihy a sud della città di Cork nel giugno del 1569 prima di attaccare la stessa Cork e quei signori locali che si erano rifiutati di unirsi alla ribellione. L'armata di Fitzmaurice, forte di 4.500 uomini, assediò successivamente Kilkenny, sede dei Conti di Ormonde in luglio. In tutta risposta, Sidney mobilitò 600 soldati Inglesi, che marciarono verso sud da Dublino, mentre altri 400 soldati sbarcavano via mare a Cork. Thomas Butler, Conte di Ormonde tornò dal suo soggiorno alla corte di Londra, e trasse fuori dalla ribellione i ribelli Butler e mobilitò al tempo stesso i clan Irlandesi antagonisti dei Geraldine. Insieme, Ormonde, Sidney e Humphrey Gilbert, nominato governatore del Munster, iniziarono a devastare i territori degli alleati del Fitzmaurice, disgregando l'esercito di quest'ultimo, poiché ognugno dei suoi alleati assaliti dagli Inglesi ritirò il proprio contingente in difesa dei suoi possedimenti. Gilbert si distinse per aver adottato metodi di terrore, quali l'esecuzione casuale di civili inermi e la costruzione di corridoi composti dalle teste mozzate dei nemici all'ingresso del suo accampamento.
Sidney costrinse Fitzmaurice a rifugiarsi fra le montagne della Contea di Kerry, da dove costui iniziò una tattica di disturbo contro gli Inglesi ed i loro alleati. Nel 1570, gran parte degli alleati di Fitzmaurice vennero costretti alla resa da Sidney. Il più importante fra costoro, Donal MacCarthy Mor, si arrese nel novembre del 1569. Nonostante ciò, la campagna di guerriglia si protrasse per altri tre anni. Nel febbraio 1571, John Perrot viene eletto Lord President of Munster, e dà la caccia a Fitzmaurice con 700 soldati per oltre un anno senza successo. Fitzmaurice ottenne alcune vittorie, catturando una nave Inglese nei pressi di Kinsale e mettendo a fuoco la città di Kilmallock nel 1571, ma agli inizi del 1573, le sue forze si erano ridotte a meno di 100 uomini. Fitzmaurice si arrese il 23 febbraio 1573, dopo aver negoziato l'amnistia. Tuttavia nel 1574, dopo aver perso i suoi possedimenti salpò verso la Francia nel 1575 con lo scopo di ottenere aiuto dalle potenze Cattoliche al fine di promuovere una seconda ribellione.
Gerald Fitzgerald, Conte di Desmond, e suo fratello John vennero liberati per riportare ordine nella regione e riunificare i propri possedimenti. A causa di nuove disposizioni che seguirono la ribellione, conosciute come  "composition", le forze militari dei Desmond non poterono superare i 20 cavalieri e i loro signori dovevano pagare loro una rendita. Probabilmente il vincitore effettivo della rivolta fu il Conte di Ormonde, che si dimostrò leale nei confronti della corona Inglese e divenne il signore più potente del sud d'Irlanda.
Nonostante tutti i signori locali fossero stati costretti alla sottomissione alla fine della ribellione, i metodi usati per sopprimerla provocarono un diffuso malcontento, soprattutto tra i mercenari Irlandesi, noti con il nome di gall oglaigh o "gallowglass" come li chiamavano gli Inglesi, i quali avevano combattuto per Fitzmaurice. William Drury, eletto nuovo Lord President of Munster dal 1576, fece giustiziare 700 mercenari negli anni successivi alla ribellione. In aggiunta a ciò, come punizione per la rivolta, usanze Gaeliche come le leggi Brehon, gli abiti di foggia Irlandese, la poesia dei bardi e il mantenimento di eserciti privati vennero banditi per legge – tutte cose che vennero considerate altamente provocatorie dalla tradizionale società Irlandese. Fitzmaurice, al contrario, aveva deliberatamente enfatizzato la matrice Gaelica della rivolta, indossando abiti Irlandesi, parlando solo Irlandese e riferendosi a se stesso come comandante  (taoiseach) dei Geraldine. Inoltre, i proprietari terrieri Irlandesi rimasero sotto la minaccia di nuovi arrivi di coloni dall'Inghilterra. Tutti questi fattori furono un terreno fertile per il ritorno di Fitzmaurice dall'Europa al fine di guidare una nuova sommossa.

## La seconda rivolta dei Desmond
La seconda rivolta dei Desmond si infiammò quando James Fitzmaurice Fitzgerald lanciò l'invasione del Munster nel 1579. Durante il suo esilio in Europa, egli si era riqualificato come soldato al servizio della Controriforma, intuendo che dal momento che il Papa aveva scomunicato Elisabetta I nel 1570, i Cattolici Irlandesi non avrebbero prestato lealtà ad un monarca eretico. Il Papa concesse a Fitzmaurice una "indulgenza" e gli fornì truppe e denaro. Fitzmaurice sbarcò a Smerwick, vicino Dingle il 18 luglio 1579 con un piccolo contingente di soldati spagnoli e italiani. A lui si unì nella rivolta il 1º agosto John Fitzgerald di Desmond, fratello del Conte, il quale aveva un largo seguito tra i suoi pari e tra gli spadaccini del Munster. Altri clan Gaelici e alcune famiglie dell'Old English si unirono alla rivolta. Quando Fitzmaurice venne ucciso in un combattimento con i Burkes di Clanwilliam il 18 agosto, John Fitzgerald assunse il comando della rivolta.
Gerald, Conte di Desmond, cercò inizialmente di restare neutrale ma aderì alla rivolta quando le autorità lo condannarono come traditore. Il Conte si unì alla rivolta saccheggiando le città di Youghal il 13 novembre e di Kinsale, e devastando la regione controllata dagli Inglesi e dai loro alleati. Tuttavia, dall'estate del 1580, le truppe Inglesi al comando di William Pelham e le forze Irlandesi assoldate sul posto al comando del Conte di Ormonde riuscirono a riprendere il controllo della rivolta, riprendendo la costa meridionale, distruggendo le terre dei Desmond e dei loro alleati e uccidendo i loro comandanti militari. Con l'assedio di Carrigafoyle e la presa del castello ad Easter nel 1580, il principale castello dei Desmond sulla foce del fiume Shannon, essi tagliarono fuori l'esercito dei Geraldine dal resto del paese e impedirono lo sbarco di truppe straniere nei principali porti del Munster. Sembrava ormai che la ribellione fosse sfumata.
Tuttavia, nel luglio 1580, la ribellione si estese al Leinster, sotto la guida del capo Gaelico Fiach MacHugh O'Byrne e del lord Visconte del Pale Baltinglass—in difesa del Cattolicesimo e per ostilità nei confronti degli Inglesi. Una vasta armata Inglese con al comando il Lord Deputy of Ireland Arthur Grey, Quattordicesimo Barone di Grey, fu inviata per sedare la rivolta, ma venne arrestata e massacrata nella battaglia di Glenmalure il 25 agosto, con una perdita di circa 800 uomini. Nonostante la vittoria, i ribelli del Leinster non furono in grado di sfruttare il vantaggio e di coordinare la loro strategia con gli insorti del Munster.
Il 10 settembre 1580, 600 soldati inviati dal Pala, sbarcarono a Smerwick nel Kerry in supporto dei ribelli, ma vennero assediati in un forte a Dun an Oir. Si arresero dopo due giorni di bombardamenti e vennero tutti passati alle armi. Per mezzo di una implacabile campagna di terra bruciata, gli Inglesi spezzarono lo slancio della ribellione a metà del 1581. Nel maggio dello stesso anno, gran parte dei ribelli e degli alleati di Fitzgerald nel Munster e nel Leinster avevano accettato l'offerta di perdono sommario da parte di Elisabetta I. John di Desmond, per molti versi il vero leader della ribellione, venne ucciso a nord di Cork agli inizi del 1582.
Per il Conte di Geraldine non ci fu indulgenza, e venne inseguito per la cattura dalle forze della corona fino alla fine. Dal 1581 al 1583, la guerra si prolungò con la caccia ai Geraldine sulle montagne del Kerry. La ribellione ebbe definitivamente termine il 2 novembre 1583 quando il conte venne catturato ed ucciso a Tralee nel Kerry dal clan locale dei O'Moriarty. Il capo clan, Maurice, ricevette 1.000 sterline d'argento per la testa di Desmond, che venne inviata in Inghilterra alla regina Elisabetta I, mentre il suo corpo venne esposto trionfalmente sulle mura di Cork.

## Le conseguenze della rivolta
Dopo tre anni di conflitto, la carestia colpì il Munster. In Aprile del 1582, il maresciallo prevosto del Munster, Sir Warham St Leger, stimò che almeno 30.000 persone fossero morte di fame nei sei mesi precedenti. La peste si diffuse a Cork, dove la popolazione era in gran parte fuggita per evitare gli scontri. La popolazione continuò a morire di fame e di peste anche molto dopo la fine del conflitto, e si stima che nel 1589 circa un terzo della popolazione era deceduta. Il Grey venne richiamato in patria dalla regina Elisabetta a causa della sua eccessiva brutalità. Due testimonianze ci parlano della devastazione del Munster dopo le ribellioni dei Desmond. La prima proviene dal Gaelico Annali dei Quattro Maestri:
l'intero tratto della regione da Waterford a Lothra, e da Cnamhchoill alla contea di Kilkenny, era una sola distesa di erbacce e devastazioni…
In quel periodo era comune sentir dire che fosse difficile sentire il muggito di una mucca o il fischiettare di un contadino, da Dun-Caoin a Cashel nel Munster.
La seconda testimonianza viene dal View of the Present State of Ireland, scritta in Inglese dal poeta Edmund Spenser, che prese parte al conflitto:
In quelle guerre il Munster; nonostante fosse una terra ricca e prosperosa, piena di raccolti e di bestiame, divenne dopo appena un anno e mezzo una tale desolazione che nessuna landa pietrosa poteva esservi paragonata.
Da ogni angolo dei boschi e delle valli venivano fuori gli abitanti trascinandosi sulle mani, perché le gambe non erano più in grado di camminare, sembravano rappresentazioni della Morte, e parlavano come spettri usciti dalla tomba, nutrendosi si carogne, felici quando riuscivano a trovarne.
Le guerre del 1570 e del 1580 segnarono uno spartiacque in Irlanda. Sebbene il controllo Inglese sull'isola non fosse completo, l'asse di potere dei Geraldine venne cancellato ed il Munster venne colonizzato dai coloni Inglesi. Secondo un resoconto iniziato nel 1584 da Sir Valentine Browne, Ispettore Generale d'Irlanda, le migliaia di soldati Inglesi che erano stati inviati sull'isola per sedare la rivolta vennero insediati nelle terre confiscate ai Desmond. La cosiddetta Riconquista Tudor dell'Irlanda durante il regno di Elisabetta I, venne completata con la Guerra dei Nove Anni nell'Ulster e con l'estensione della politica delle confische in altre regioni del paese.